# CBEFT
CBEFT était une station de télévision de langue française affiliée au réseau de la Télévision de Radio-Canada, qui était principalement regardé par les Franco-Ontariens de Windsor, Ontario. Auparavant autorisée en tant que station de télévision autonome, elle est devenue plus tard un semi-satellite de la station torontoise CBLFT-DT. Il avait diffusé un signal analogique sur le canal UHF 35 à partir d'un émetteur situé près de Concession Road 12 dans le comité d'Essex.
Comme c’était une propriété de la Société Radio-Canada, elle était sœur de la chaîne de télévision CBC Television CBET-DT et exploitait du centre de contrôle principal dans les studios de cette station sur Riverside Drive West et Crawford Avenue (près de la rivière Détroit ) au centre-ville de Windsor. .
Sur les réseaux du câble, CBEFT a été vue sur le canal 12 de Cogeco Windsor. Il n'a pas été vu sur les systèmes de la région de Détroit. La station diffusait à une puissance de 144 kW avec une antenne directionnelle, faible pour une station analogique à pleine puissance sur la bande UHF. Il pourrait être détecté dans une certaine mesure dans la région de Détroit, aussi loin à l'ouest que les comtés de Washtenaw et de Lenawee et aussi loin au sud que Sandusky et Port Clinton, Ohio.

## Histoire

### CBEFT comme station d'origine
La station a été diffusée pour la première fois sur le canal UHF 78 en 1976, ce qui en fait la deuxième station UHF la plus numérotée au Canada.[réf. nécessaire], à la suite du lancement de CITY-TV en 1972 sur le canal 79. À l'origine, il s'agissait d'un satellite à temps plein de CBFT, à Montréal .
CBEFT a été la première chaîne de télévision non-anglophone à diffuser sur le marché Détroit-Windsor, elle sera ensuite rejointe par la filiale de langue espagnole W66BV (canal 19, maintenant WUDL-LD) au début des années 1980. En août 2009, après que WUDT a changé d’affiliation, CBEFT est redevenue la seule station terrestre non-anglophone du marché.
Comme les autres stations affiliées à Radio-Canada, CBEFT offrait toute la programmation de la Télévision de Radio-Canada, par contre, la station diffusa quelques séries américaines parce que Windsor est fait partie du marché de Détroit aux fins des droits de programmation. De plus, la plupart des matchs de baseball des Expos de Montréal n'ont pas été diffusés sur CBEFT, car Windsor fait partie du territoire des Tigers de Détroit.
CBEFT est passé au canal 54 le 29 septembre 1982, lorsque les canaux UHF 70 et plus ont été réaffectés pour les services téléphoniques.

### CBEFT comme réémetteur
Dès le milieu des années 1980, il devient un semi-satellite de CBLFT à Toronto dans le cadre du réseau Ontario-Outaouais. En 1991, dans le cadre de mesures de réduction des coûts massifs à la SRC, la licence de CBEFT, ainsi que celle de tous les autres émetteurs de la Télévision de Radio-Canada en Ontario, sont devenus des satellites de CBOFT à Ottawa. Cependant, CBEFT, ainsi que les autres anciens répéteurs de CBLFT, diffusaient le journal télévisé à flux partagé pour le reste de l'Ontario qui était produit par CBOFT.
Le 28 avril 2010, le CRTC a renouvelé la licence de CBLFT en tant que station d’origine, qui produira un bulletin de nouvelles pour la région de Toronto. En même temps, CBEFT a renouvelé sa licence en tant que réémetteur de CBLFT.

### Dernières années
CBEFT a été forcé de changer à une autre fréquence lorsque les canaux UHF 52 à 69 ont été réformés du spectre de télévision le 31 août 2011 ; la nouvelle fréquence a été accordée lorsque d'autres stations voisines diffusaient sur le canal 35 en analogique sont passés à de nouvelles fréquences numériques. CBEFT a occupé la fréquence analogique UHF 35 pendant moins d'un an avant de disparaître, car en 2011, la SRC avait clairement indiqué qu'elle n'avait pas l'intention de convertir au numérique des stations satellites dans les marchés de transition obligatoire. Le 16 août 2011, la CRTC a accordé une prolongement d'un an pour continuer l'exploitation de 22 réémetteurs sur les marchés obligatoires, y compris CBEFT, en analogique jusqu'au 31 août 2012,.
Le 31 juillet 2012, la Société Radio-Canada à fermé tous ses 620 réémetteurs analogiques, incluant CBEFT, par mesure de réduction des coûts.
Aucun réémetteur de CBC Television ou de la Télévision de Radio-Canada n'a été converti à la diffusion numérique. La SRC a converti la station sœur, CBET-DT au numérique, car il s'agit d'une station originaire,.

## Identité visuelle

Logo de 1976 à 1982
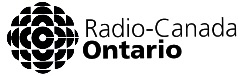
Logo de 1986 à 1992
Logo de 1992 à 2012